# Begrotingswet
Een begrotingswet is een wet waarin een begroting van het bestuur van een land, of van een deel van dat bestuur, wordt vastgesteld. 

## Betekenis van begrotingswetten
Door de verplichting om de begroting door middel van een wet vast te leggen, wordt de parlementaire controle op de overheidsuitgaven gegarandeerd. Deze verplichting is een democratische verworvenheid van de Verlichting. 
Voordat begrotingswetten bestonden, tijdens het ancien régime, kon de vorst van een land vrij beschikken over de belastinggelden. 

## In België
In België ligt deze regel vervat in artikel 174 van de Grondwet.
De jaarlijkse goedkeuring van de begroting gebeurt als een formele wet. Dit wil zeggen dat de begroting geen wet is, maar wel het parcours van een wet aflegt: het voorstel van de ministerraad wordt eerst besproken in de parlementaire commissies en daarna in de plenaire vergadering goedgekeurd.
De begroting in België bestaat uit drie documenten: de Algemene Uitgavenbegroting, de Algemene Inkomstenbegroting en de Algemene Toelichting. Het eerste document legt vast hoe veel de regering mag uitgeven, het tweede geeft de Koning het recht belastingen te innen. Het derde is, zoals de naam zegt, een toelichting bij de twee andere documenten.
De begroting kan soms niet worden goedgekeurd voor het einde van het jaar, bijvoorbeeld omwille van vervroegde verkiezingen. Het parlement bepaalt dan normaal gezien in een programmawet dat in het volgende jaar dezelfde belastingen mogen worden geheven en dat de regering ook geld mag uitgeven, de zogenaamde voorlopige twaalfden.

## In Nederland
In Nederland moet de Rijksbegroting worden vastgesteld bij wet op grond van artikel 105 lid 1 van de grondwet, waarin staat:
De begroting van de ontvangsten en de uitgaven van het Rijk wordt bij de wet vastgesteld.
Gewoonlijk wordt er voor elk ministerie een aparte begroting en dus een aparte begrotingswet ingediend. 